# A. den Dolard
A. den Dolard (hol. A. den Doolaard, Zvole, 7. februar 1901 — Hunderlo, 26. jun 1994) bio je pseudonim holandskog pisca Korneliusa Johanesa Georga (Boba) Spulstre mlađeg (hol. Cornelis Johannes George (Bob) Spoelstra jr).

## Biografija
Njegov otac je bio sveštenik Holandske Reformirane Crkve. Sin Bob je, međutim, u svojoj sedamnaestoj godini okrenuo leđa crkvi. Pohađao je višu školu (HBS) u Hagu. Nakon smrti svoga oca postao je računovođa u Batavijskoj naftnoj kompaniji od 1920. do 1926). Godine 1926. debitovao je zbirkom vitalističke poezije Zaljubljeni betondžija (De verliefde betoonwerker). Godine 1928. napustio je svoj posao i krenuo u nekoliko pustolovina kroz Balkan i Francusku, gde je radio razlučite poslove, od zidara i berača grožđa do zemljoradnjika i lučkog radnika. Iskustva koja je stekao prilikom svojih pustolovina obradio je u svojim romanima i novinskim člancima. Njegov biograf Hans Olink je u njegovoj biografiji Opijen životom (Dronken van het leven) otkrio da je Den Dolard 1993. godine u Makedoniji ubio ljubavnika svoje prve žene.
Den Dolard je rano upozoravao na opasnosti fašizma koji je sve više uzimao maha. Zbog njegovih krajnje otvorenih članaka deportovan je iz Austrije, a bio mu je zabranjen ulaz i u Nemačku, Bugarsku i Italiju. Tokom svojih putovanja po Bugarskoj upoznao se, naime, sa kasnijim atentatorom na kralja Aleksandra i sa političkim motivima V.M.R.O.-a. Ta svoja iskustva objavio je 1932. godine u dnevnom listu Het Volk i NRC.
Na svojim višemesečnim pešačenjima po Albaniji i Jugoslaviji - prvo je preduzeo 1931. godine - sakupljao je utiske i opservacije iz kojih su kasnije nastala mnoga nezaboravna dela holandske književnosti kao što su Gostionica s potkovicom (De herberg met het hoefijzer, 1933), Orijent ekspres (Oriënt-Express, 1934), Svadba sedmorice cigana (De bruiloft der zeven zigeuners, 1939) i Zemlja iza božijih leđa (Het land achter Gods rug, 1956). U prevodu Mile Drašković, supruge tadašnjeg jugoslovenskog ambasadora u Hagu, objavljena su u Beogradu njegova dela Nazad, more! (1954) i Zemlja iza božijih leđa.
Njegov prvi turistički vodič kroz Jugoslaviju nastao je doduše tek 1956. godine , ali su njegove reportaže i romani bili ti koji su pobudili pažnju holandske javnosti za jugoistok Evrope, kako za tamošnja politička događanja tako i za prirodne lepote i kulturnu osobenost.
Kada su maja 1940. godine nemačke trupe upale u Nizozemlje, Den Dolard i njegova žena su biciklima izbegli na jug. Naposletku im je pošlo za rukom da se domognu Engleske, nakon što su skoro godinu dana boravili u Višijevskoj Francuskoj. Den Dolard je u Londonu radio kao radio-spiker pri stanicama De Brendaris i Radio Oranje (radio program holandske vlade u iznganstvu, emitovan iz Londona).
Nakon Drugog svetskog rata Den Dolard je napisao izveštaj o isušivanju Valherena, da bi se kasnije na neko vreme nastanio u SAD i Jugoslaviji. O Jugoslaviji, koju je smatrao svojom drugom domovinom, priredio je zajedno sa holandskim fotografom Kasom Orthajsom (Cas Oorthuys) turistički vodič koji je doživeo nekoliko izdanja.
Godine 1962. učestvovao je u prvoj demonstraciji protiv atomskog oružja u Amsterdamu. Porodica Spulstra je od 1954. godine živela u Hunderluu. Odatle je Den Dolard polazio na mnoga putovanja. Ova iskustva je obradio u romanima, novinskim člancima i putopisima.
Svoj život i delo Den Dolard je pretočio u knjigu Život jednog lutalice (Het leven van een landloper). Njegova biografija Opijen životom Hansa Olinka objavljena je 2011. godine.

## Spomenik
U Ohridu u Makedoniji je 29. maja 2006. godine otkriven spomenik u čast A. Den Dolarda. Njegovo ime nosi i jedan trg. Spomenik je dizajnirao čuveni makedonski arhitekta Vladimir Taić, na osnovu ideje šefa holandske Privredne komore u Makedoniji, Petera Bosea. Nalazi se ispred hotela Millennium i hotela Lebed. Po objavljivanju njegovor romana Svadba sedmorice cigana 1939. godine, u Holandiji je zabeleženo izuzetno interesovanje za Ohrid, što je na vrhuncu rezultovalo cifrom od oko 50.000 posetilaca iz Holandije na godišnjem nivou.

## Spoljašnje veze
- [http://geschiedenis.vpro.nl/themasites/mediaplayer/index.jsp?media=39964776&refernr=39958158&portalnr=4158511&hostname=geschiedenis&mediatype=video&portalid=geschiedenis
- „”. Архивирано на веб-сајту  (14. мај 2009)